# Hi! Pristin
Hi! Pristin – дебютный мини-альбом южнокорейской гёрл-группы Pristin. Выпущен 21 марта 2017 года лейблом Pledis Entertainment при поддержке LOEN Entertainment. Состоит из шести песен, включая главный сингл «Wee Woo». Для промоушена альбома группа выступала на различных музыкальных программах, в их числе Music Bank и Inkigayo. Видеоклип на «Wee Woo» также был выпущен 21 марта.
Альбом имел успех, дебютировав на четвёртом месте в чарте Gaon Album Chart и на 10 в Billboard World Albums Chart. По данным на март 2017 года, было продано 23 519 физических копий диска.

## Предпосылки и релиз
3 марта 2017 года Pledis Entertainment официально объявили о дебюте Pristin 21 марта с мини-альбомом Hi! Pristin. 7 марта было опубликовано расписание группы. 14 марта на YouTube было опубликовано видео, содержащее короткие тизеры будущих песен. В тот же день выложили трек-лист.
Альбом был выпущен 21 марта 2017 года через различные музыкальные сайты, включая Melon в Южной Корее и iTunes на международном рынке.

## Музыкальное видео
17 марта 2017 года был выпущен первый тизер видеоклипа на сингл «Wee Woo», днём позже был опубликован второй и финальный тизер. 21 марта клип был выпущен на официальном канале группы и 1theK. Менее чем за неделю после релиза он собрал более 4 миллионов просмотров на обоих каналах.

## Промоушен
Дебютное выступление Pristin состоялось 23 марта 2017 года с «Wee Woo» и «Black Widow», использованной как би-сайд сингл на M! Countdown. Выступления продолжились на Music Bank 24 марта, Music Core 25 марта и Inkigayo 26 марта.

## Коммерческий успех
Hi! Pristin дебютировал на 4 месте в Gaon Album Chart в списке с 19 по 25 марта 2017 года. Также альбом занял 10 место в Billboard World Albums Chart. За март было продано 23 519 копий.
«Wee Woo» дебютировал на 52 месте в Gaon Singles Chart с продажами в 36 390 цифровых копий.

## Список композиций
| №                   | Название            | Текст песни                            | Музыка                                     | Аранжировка                   | Длительность |
| ------------------- | ------------------- | -------------------------------------- | ------------------------------------------ | ----------------------------- | ------------ |
| 1.                  | «Be the Star»       | Наён Ыну                               | Йехана Anchor Maja Keuc                    | Jo Michelle Anchor            | 3:26         |
| 2.                  | «Wee Woo»           | Сонён BUMZU Бэ Сучжон Gustav Karlstrom | Сонён BUMZU Anchor Park Kitae              | BUMZU Anchor Park Kitae       | 3:12         |
| 3.                  | «Black Widow»       | Роа Сонён                              | Рена Simon Petren Ylva Dimberg Jo Michelle | Simon Petren                  | 3:13         |
| 4.                  | «Running»           | Роа Рена Сонён                         | Сонён Glory Face Anchor                    | Сонён Anchor                  | 3:07         |
| 5.                  | «Over N Over»       | Ыну Сонён Юха Кёлькён Сиён Кайла       | Ынуo Lee Joohyung Gustav Karlstrom         | Lee Joohyung Gustav Karlstrom | 3:42         |
| 6.                  | «We»                | Роа Ыну Сонён Сиён                     | Ыну Сонён KINIE.K                          | KINIE.K Lee Kihyun            | 3:54         |
| Общая длительность: | Общая длительность: | Общая длительность:                    | Общая длительность:                        | Общая длительность:           | 20:34        |

## Позиции в чартах

### Недельные чарты
| Чарт (2017)                    | Пиковая позиция |
| ------------------------------ | --------------- |
| Южная Корея (Gaon Album Chart) | 4               |
| США (Billboard World Albums)   | 10              |

### Месячные чарты
| Чарт (2017)                    | Пиковая позиция |
| ------------------------------ | --------------- |
| Южная Корея (Gaon Album Chart) | 10              |

## История релиза
| Страна        | Дата               | Формат                   | Лейбл                                    |
| ------------- | ------------------ | ------------------------ | ---------------------------------------- |
| Южная Корея   | 21 марта 2017 года | CD, цифровая дистрибуция | Pledis Entertainment, Loen Entertainment |
| По всему миру | 21 марта 2017 года | Цифровая загрузка        | Pledis Entertainment, Loen Entertainment |